# Maurizio Ciampi
Maurizio Ciampi (24 de noviembre de 1964, Reggio Calabria, Italia) es un virtuoso organista y director de orquesta italiano.

## Biografía
Estudió piano con Alejandro Hinceff, órgano con Fernando Germani y más tarde con Gottfried Holzer-Graf en la Universität Mozarteum de Salzburgo, se instruyó en composición con Aldo Clementi y dirección con Gabriele Bellini y en composición con Aldo Clementi, de donde se graduó con honores. También estudió en la Universidad de Catania y la Universidad de Bolonia, con especialización en Historia Contemporánea con honores y distinciones.
Ciampi fue uno de los primeros organistas que ha registrado obras de Jeanne Demessieux con buenas interpretaciones.

## Discografía
- 1995 Jeanne Demessieux, Six Etudes - Sept Meditations sur le Saint Esprit, Stradivarius (World Premiere Recording)
- 1996 Musica Sacra al Santuario di Pompei (Inediti), ESP
- 1997 Fedele Fenaroli, Composizioni, Nuova Era (World Premiere Recording)
- 1998 Nicolò Jommelli, Composizioni, Nuova Era (World Premiere Recording)
- 1999 Vincenzo Bellini, Composizioni, PRC (World Premiere Recording)
- 2001 Rossini Opera Concert, International Belcanto Orchestra (con Gabriele Bellini), Arts
- 2003 Vincenzo Bellini, Composizioni, Membran (World Premiere Recording)
- 2005 Johann Sebastian Bach, Variazioni Goldberg, Tonos-International e poi Athenaeum - London
- 2006 Dmitri Shostakovich, Sinfonia n.º 5 Opus 47, Belcanto Symphony Orchestra, Athenaeum - London
- 2011 Luigi Sturzo, Composizioni, Belcanto Symphony Orchestra, PRC (World Premiere Recording)